# エクスペリメント (2010年の映画)
『エクスペリメント』（原題：The Experiment）は、2010年のアメリカ映画。
1971年にアメリカのスタンフォード大学で実際に行われた「スタンフォード監獄実験」を元に製作された、2001年のドイツ映画『es [エス]』のリメイク作品。

## ストーリー
職を失ったトラヴィスは、日当1000ドルという高報酬に惹かれ、大学で行われる実験に参加することにする。その実験とは、大学の地下に作られた擬似刑務所で24人の男を「看守」と「囚人」に分け、それぞれ与えられた役に従って2週間生活するというものだった。

## キャスト
| 役名       | 俳優                     | 日本語吹替 |
| ---------- | ------------------------ | ---------- |
| トラヴィス | エイドリアン・ブロディ   | 宮本充     |
| バリス     | フォレスト・ウィテカー   | 楠見尚己   |
| チェイス   | キャム・ギガンデット     | 中田隼人   |
| ニックス   | クリフトン・コリンズ・Jr | 呉圭崇     |
| ベンジー   | イーサン・コーン         | 松島淳     |
| ベイ       | マギー・グレイス         | 石田嘉代   |
| ボッシュ   | デヴィッド・バナー       | 小手川拓也 |

## 関連作品
同じくスタンフォード監獄実験をモチーフにした映画。
- es［エス］
- プリズン・エクスペリメント